# El muro (película)
El muro (título original: The Wall) es un telefilme polaco-estadounidense de acción, bélico y drama de 1982, dirigido por Robert Markowitz, escrito por Millard Lampell y basado en una novela de John Hersey, musicalizado por Leonard Rosenman, en la fotografía estuvo Brian Tufano y los protagonistas son Tom Conti, Lisa Eichhorn y Gerald Hiken, entre otros. Este largometraje fue producido por Time-Life Television Productions y se estrenó el 16 de febrero de 1982. La película se rodó en 1980 principalmente en Sosnowiec (Śródmieście, Środula — zona del antiguo gueto)

## Sinopsis
Una recreación del alzamiento judío del gueto de Varsovia en abril de 1943, donde 650 integrantes armados de la Organización de Lucha Judía de Polonia se enfrentaron contra 3000 efectivos nazis, solo quedaron con vida algunos judíos.